# Финливил (Пенсилванија)
Финливил (енгл. Finleyville) град је у америчкој савезној држави Пенсилванија.

## Демографија
По попису из 2010. године број становника је 461, што је 2 (0,4%) становника више него 2000. године.
| Група             | 2000.       | 2010.       |
| Белци             | 418 (91,1%) | 422 (91,5%) |
| Афроамериканци    | 27 (5,9%)   | 19 (4,1%)   |
| Азијати           | 4 (0,9%)    | 3 (0,7%)    |
| Хиспаноамериканци | 3 (0,7%)    | 9 (2,0%)    |
| Укупно            | 459         | 461         |